# David Cox
Sir David Roxbee Cox (sinh ngày 15 tháng 7 năm 1924 - mất ngày 18 tháng 1 năm 2022) là một nhà thống kê người Anh nổi tiếng.

## Thuở nhỏ
Cox sinh ra ở Birmingham. Cha của ông là chủ một cửa hiệu đồ trang sứ, và họ sống gần khu Jewellery Quarter. Ông đã học tại trường Handsworth Grammar. Cox nghiên cứu toán học tại St John's College, Cambridge và lấy bằng tiến sĩ sau khi học tại Đại học Leeds vào năm 1949, theo lời khuyên của Henry Daniels và Bernard Welch.

## Sự nghiệp
Ông đã làm việc từ năm 1944 đến năm 1946 tại Royal Aircraft Establishment, từ năm 1946 đến 1950 tại Hiệp hội nghiên cứu len Industries ở Leeds, và từ 1950 đến 1956 làm việc tại Phòng thí nghiệm Thống kê tại Đại học Cambridge. Từ năm 1956 đến năm 1966, ông là Reader và sau đó là Giáo sư Thống kê tại Cao đẳng Birkbeck, Luân Đôn. Năm 1966, ông giữ chức vụ Chủ tịch phòng thống kê tại cao đẳng hoàng gia London, sau đó ông trở thành trưởng phòng toán học. Năm 1988, ông trở thành Giám đốc của Cao đẳng Nuffield và là thành viên của cục Thống kê tại Đại học Oxford. Ông chính thức nghỉ hưu khi đang giữ vị trí này vào năm 1994.
David Cox đã nhận được nhiều bằng danh dự, từ Đại học Heriot-Watt vào năm 1987. Ông đã được trao Huy chương Guy (bạc - 1961 và vàng - 1973) của Hiệp hội Thống kê Hoàng gia. Ông được bầu làm hội viên của Hội Hoàng gia Luân Đôn vào năm 1973, được Nữ hoàng Elizabeth II phong tước vào năm 1985 và trở thành thành viên danh dự của Học viện Anh năm 2000. Ông là một cộng sự viên của Viện Hàn lâm Khoa học Quốc gia Hoa Kỳ và một thành viên nước ngoài của Hội Khoa học hoàng gia Đan Mạch. Năm 1990, ông đoạt giải Kettering và huy chương vàng về nghiên cứu ung thư cho "sự phát triển của mô hình hồi tỷ lệ nguy hiểm." Năm 2010, ông được trao Huy chương Copley của Hội Hoàng gia vì sự đóng góp tích cực của ông cho lý thuyết và ứng dụng thống kê. Ông cũng là người đầu tiên nhận được giải thưởng Thống kê Quốc tế với mô hình phân tích sống sót (hay còn gọi là phân tích sự kiện) ứng dụng trong y học, khoa học và kỹ thuật.
Ông đã giám sát, hợp tác và khuyến khích nhiều nhà nghiên cứu trẻ tuổi về số liệu thống kê. Ông đã giữ một chức như là chủ tịch của Hiệp hội Bernoulli, của Hiệp hội Thống kê Hoàng gia và của Hiệp hội Thống kê Quốc tế. Ông là Thành viên danh dự của trường Nuffield College và St John's College và là thành viên của Cục Thống kê của Đại học Oxford.
Ông đã có những đóng góp quan trọng và tiên phong cho lĩnh vực thống kê và khả năng áp dụng, trong đó mô hình tỷ lệ nguy hiểm được sử dụng rộng rãi trong phân tích số liệu tồn tại. Một ví dụ là thời gian tồn tại trong nghiên cứu y học có thể liên quan đến thông tin về bệnh nhân như tuổi, chế độ ăn uống hoặc tiếp xúc với một số chất hoá học nhất định. Mô hình Cox được đặt tên theo ông.

## Gia đình
Năm 1947, David Cox cưới Joyce Drummond. Họ có bốn người con và hai đứa cháu.